# Curling ai IX Giochi asiatici invernali - Torneo maschile
Il torneo del curling maschile  si è svolto dal 9 al 14 febbraio 2025 alla Harbin Pingfang District Curling Arena di Harbin, in Cina.

## Programma
| GS | Gironi | SF | Semifinale | B | Finale per il bronzo | G | Finale |

| Evento↓/Data →  | 4 | 5 | 6 | 7 | 7 | 8 | 8 | 9  | 10 | 11 | 12 | 13 | 13 | 14 | 14 |
| --------------- | - | - | - | - | - | - | - | -- | -- | -- | -- | -- | -- | -- | -- |
| Torneo maschile |   |   |   |   |   |   |   | GS | GS | GS | GS | GS | SF | B  | G  |

## Squadre
Hanno preso parte al torneo 12 squadre, composte da quattro giocatori
| Cina | Taipei cinese                                                                                                | Hong Kong | Giappone |
| --- | --- | --- | --- |
| Skip: Xu Xiaoming Third: Fei Xueqing Second: Wang Zhiyu Lead: Li Zhichao Alternate: Ye Jianjun                             | Skip: Liu Bor-kai Third: Lin Ting-li Second: Chang Che-lun Lead: Lin Chen-han Alternate: Hou Yi-ler          | Skip: Jason Chang Third: Martin Yan Second: Ching Nam Cheng Lead: Cheuk Hei Chung Alternate: Chi Lap Ma                       | Skip: Ryo Aoki Third: Haruki Watanabe Second: Ayumu Hemmi Lead: Osuke Miya Alternate: Rin Kyotoh                          |
| Kazakistan | Kirghizistan                                                                                                 | Filippine | Qatar |
| Skip: Abylaikhan Zhuzbay Third: Aidos Alliyar Second: Adil Zhumagozha Lead: Yermek Mussainov Alternate: Arman Irjanov      | Skip: Aibek Asanaliev Third: Iskhak Abykeev Second: Beksultan Myrzabaev Lead: Mukhamed Dasifu                | Skip: Marc Pfister Third: Christian Haller Second: Enrico Pfister Lead: Alan Frei Alternate: Benjo Delarmente                 | Skip: Mubarak Al-Marri Third: Ahmed Al-Fahad Second: Abdulrahman Alyafei Lead: Mohammed Alnaimi Alternate: Naif Alrumaihi |
| Arabia Saudita | Corea del Sud                                                                                                | Thailandia | |
| Skip: Suleiman Alaqel Third: Hussain Hagawi Second: Mohammed Aldaraan Lead: Munir Albeelbisi Alternate: Abdullah Alzahrani | Skip: Lee Jae-beom Third: Kim Hyo-jun Hyo-jun Second: Pyo Jeong-min Lead: Kim Eun-bin Alternate: Kim Jin-hun | Skip: Pongsak Mahattanasakul Third: Nuth Boonyaporn Second: Thepparit Riwin Lead: Aongart Maneenet Alternate: Prawes Kaewjeen | |

## Gironi

### Gruppo A
| Squadra       | Skip               | W | L | W–L | PF | PA | EW | EL | BE | SE | DSC    |
| ------------- | ------------------ | - | - | --- | -- | -- | -- | -- | -- | -- | ------ |
| Corea del Sud | Lee Jae-beom       | 4 | 0 | –   | 43 | 5  | 19 | 5  | 1  | 11 | 83.43  |
| Filippine     | Marc Pfister       | 3 | 1 | –   | 28 | 12 | 11 | 9  | 5  | 2  | 78.11  |
| Kazakistan    | Abylaikhan Zhuzbay | 2 | 2 | –   | 19 | 24 | 12 | 12 | 0  | 4  | 73.49  |
| Taipei cinese | Liu Bor-kai        | 1 | 3 | –   | 16 | 35 | 9  | 17 | 0  | 2  | 108.93 |
| Kirghizistan  | Aibek Asanaliev    | 0 | 4 | –   | 10 | 40 | 9  | 17 | 0  | 0  | 77.01  |

| Squadra        | Skip                   | W | L | W–L | PF | PA | EW | EL | BE | SE | DSC    |
| -------------- | ---------------------- | - | - | --- | -- | -- | -- | -- | -- | -- | ------ |
| Cina           | Xu Xiaoming            | 5 | 0 | –   | 53 | 10 | 23 | 8  | 0  | 13 | 36.46  |
| Hong Kong      | Jason Chang            | 4 | 1 | –   | 50 | 16 | 21 | 9  | 1  | 14 | 62.23  |
| Giappone       | Ryo Aoki               | 3 | 2 | –   | 52 | 21 | 19 | 13 | 3  | 7  | 63.73  |
| Qatar          | Mubarak Al-Marri       | 2 | 3 | –   | 21 | 41 | 14 | 19 | 0  | 5  | 138.50 |
| Arabia Saudita | Suleiman Alaqel        | 1 | 4 | –   | 22 | 55 | 12 | 21 | 0  | 3  | 128.47 |
| Thailandia     | Pongsak Mahattanasakul | 0 | 5 | –   | 8  | 73 | 7  | 26 | 0  | 1  | 130.14 |

|  | Quarti di finale | Quarti di finale | Quarti di finale |           |               | Semifinale    | Semifinale    | Semifinale |  |  | Finale | Finale | Finale |  |
|  |                  |                  |                  |           |               |               |               |            |  |  |        |        |        |  |
|  |                  |                  |                  |           |               | A1            | Corea del Sud | 13         |  |  |        |        |        |  |
|  |                  |                  |                  |           |               | A1            | Corea del Sud | 13         |  |  |        |        |        |  |
|  |                  |                  |                  | Hong Kong | 2             |               |               |            |  |  |        |        |        |  |
|  | B2               | Hong Kong        | 8                | Hong Kong | 2             |               |               |            |  |  |        |        |        |  |
|  | B2               | Hong Kong        | 8                |           |               |               |               |            |  |  |        |        |        |  |
|  | A3               | Kazakistan       | 5                |           |               |               |               |            |  |  |        |        |        |  |
|  | A3               | Kazakistan       | 5                |           | Corea del Sud | Corea del Sud | 3             |            |  |  |        |        |        |  |
|  |                  |                  |                  |           |               |               |               |            |  |  |        |        |        |  |
|  |                  |                  | Filippine        | Filippine | 5             |               |               |            |  |  |        |        |        |  |
|  |                  |                  |                  | Filippine | 5             |               |               |            |  |  |        |        |        |  |
|  |                  |                  |                  |           |               |               |               |            |  |  |        |        |        |  |
|  |                  |                  |                  |           |               |               |               |            |  |  |        |        |        |  |
|  |                  | B1               | Cina             | 6         |               |               |               |            |  |  |        |        |        |  |
|  |                  |                  |                  | 6         |               |               |               |            |  |  |        |        |        |  |
|  |                  |                  |                  | Filippine | 7             |               |               |            |  |  |        |        |        |  |
|  | A2               | Filippine        | 10               | Filippine | 7             |               |               |            |  |  |        |        |        |  |
|  | A2               | Filippine        | 10               |           |               |               |               |            |  |  |        |        |        |  |
|  | B3               | Giappone         | 4                |           |               |               |               |            |  |  |        |        |        |  |